# Sint-Martinuskerk (Beek, Montferland)
De Sint-Martinuskerk is een rooms-katholieke kerk in de Nederlandse plaats Beek, gemeente Montferland. De oudste delen van de kerk zijn de onderste geledingen van de in Nederrijnse stijl opgetrokken toren en het schip, die beide uit het tweede deel van de 15e eeuw stammen. De bovenste geleding van de toren, met een ingesnoerde torenspits, is in 1884 toegevoegd, gelijktijdig met de zijbeuken. De zijbeuken met steile schilddaken zijn gebouwd naar ontwerp van Hendricus Johannes Wennekers en door de toevoeging werd de kerk een driebeukige hallenkerk. In 1914-1915 werd de kerk verder uitgebreid met een transept, priesterkoor en zijkoren naar ontwerp van Wolter te Riele. 
De kerk is in neogotische stijl opgetrokken. In de toren van de kerk is uurwerk aanwezig van klokkengieterij Eijsbouts. Het orgel van de kerk is afkomstig van de orgelfamilie Gradussen en gebouwd in 1898. Voor de kerk staat een Heilig Hartbeeld gemaakt door het atelier Gebr. Thissen en onthuld in 1933.
De kerk is in 1999 aangewezen als rijksmonument.

## Afbeeldingen

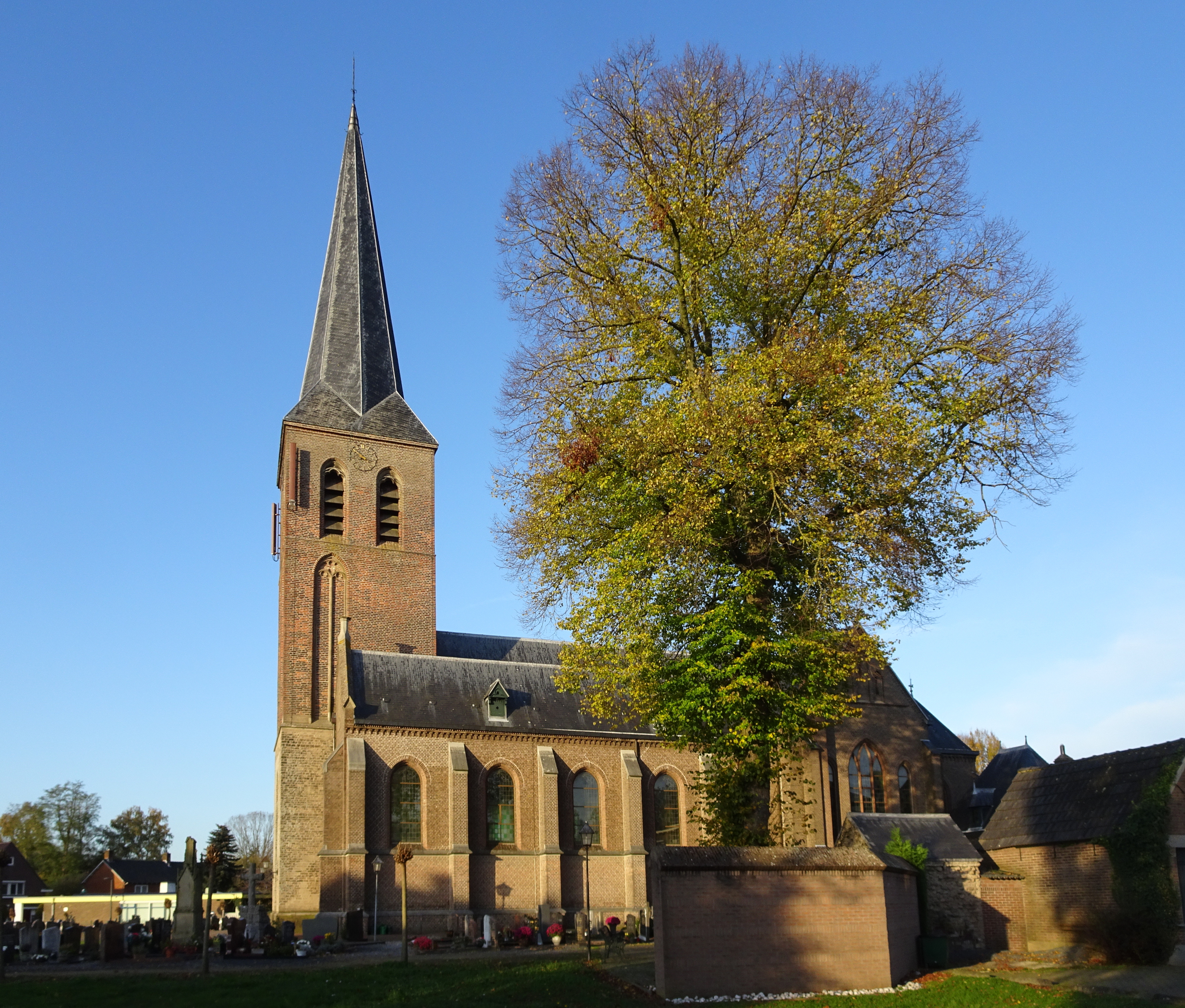
Zijaanzicht in 2019
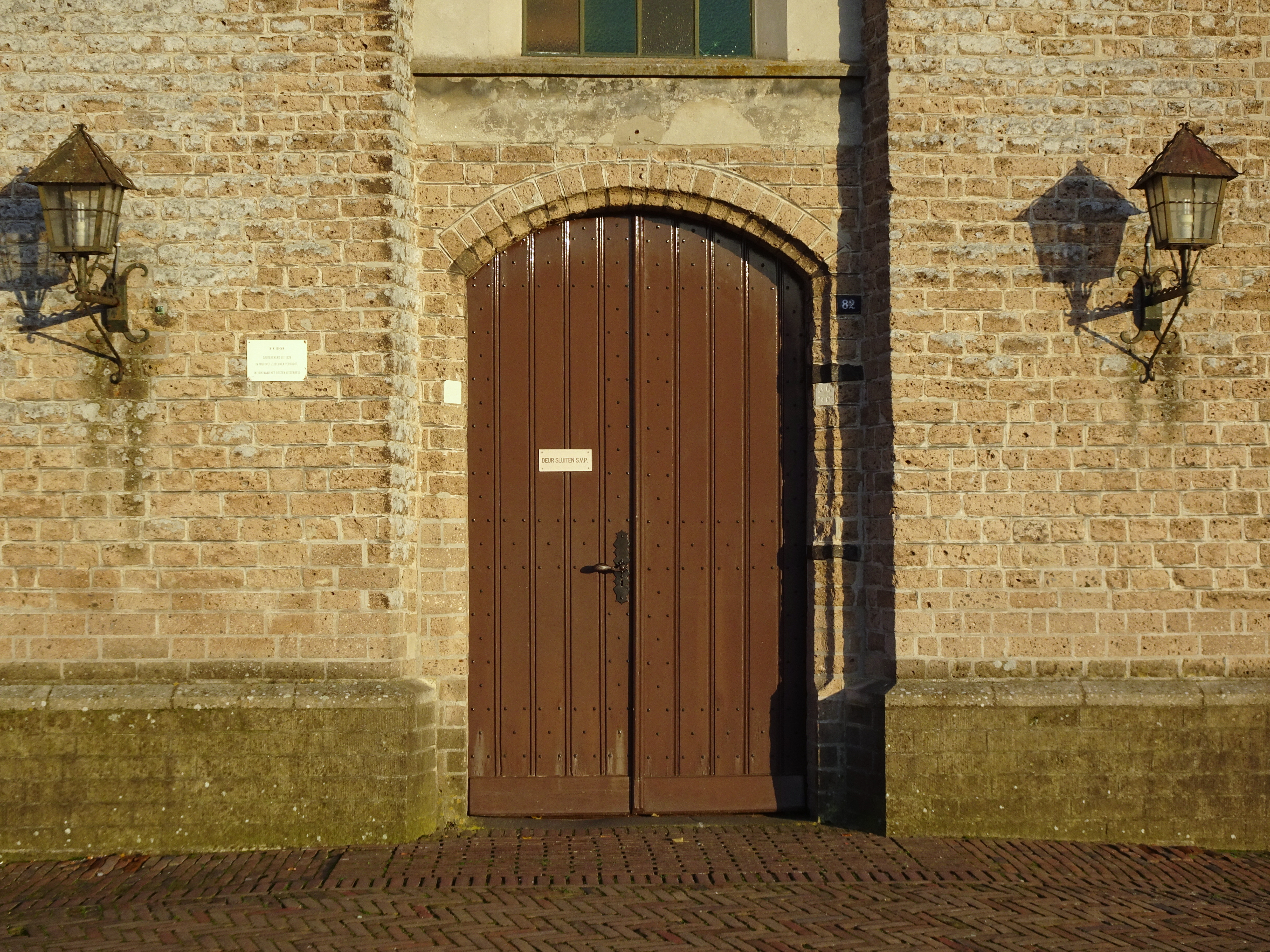
Portaal
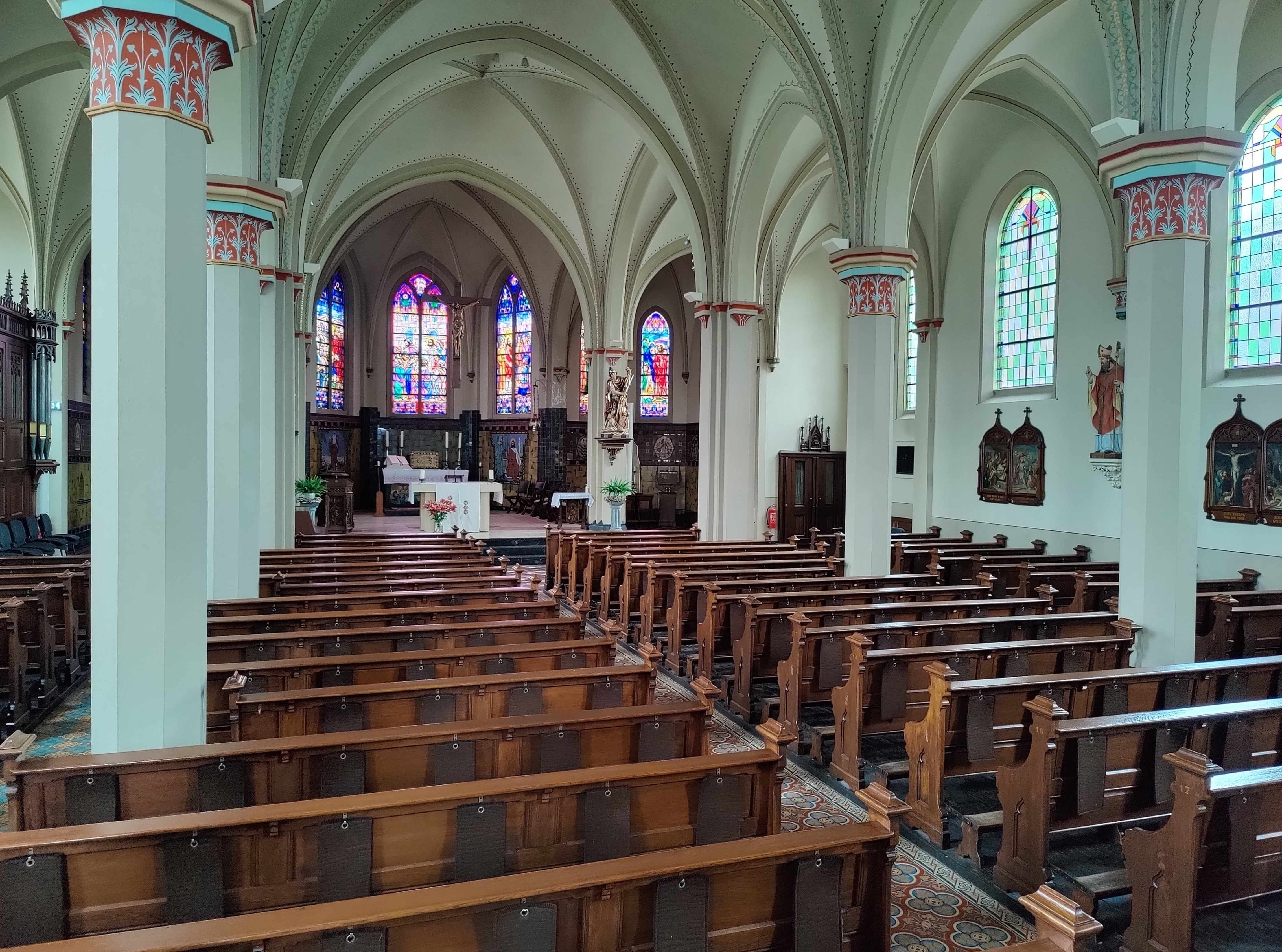
Interieur

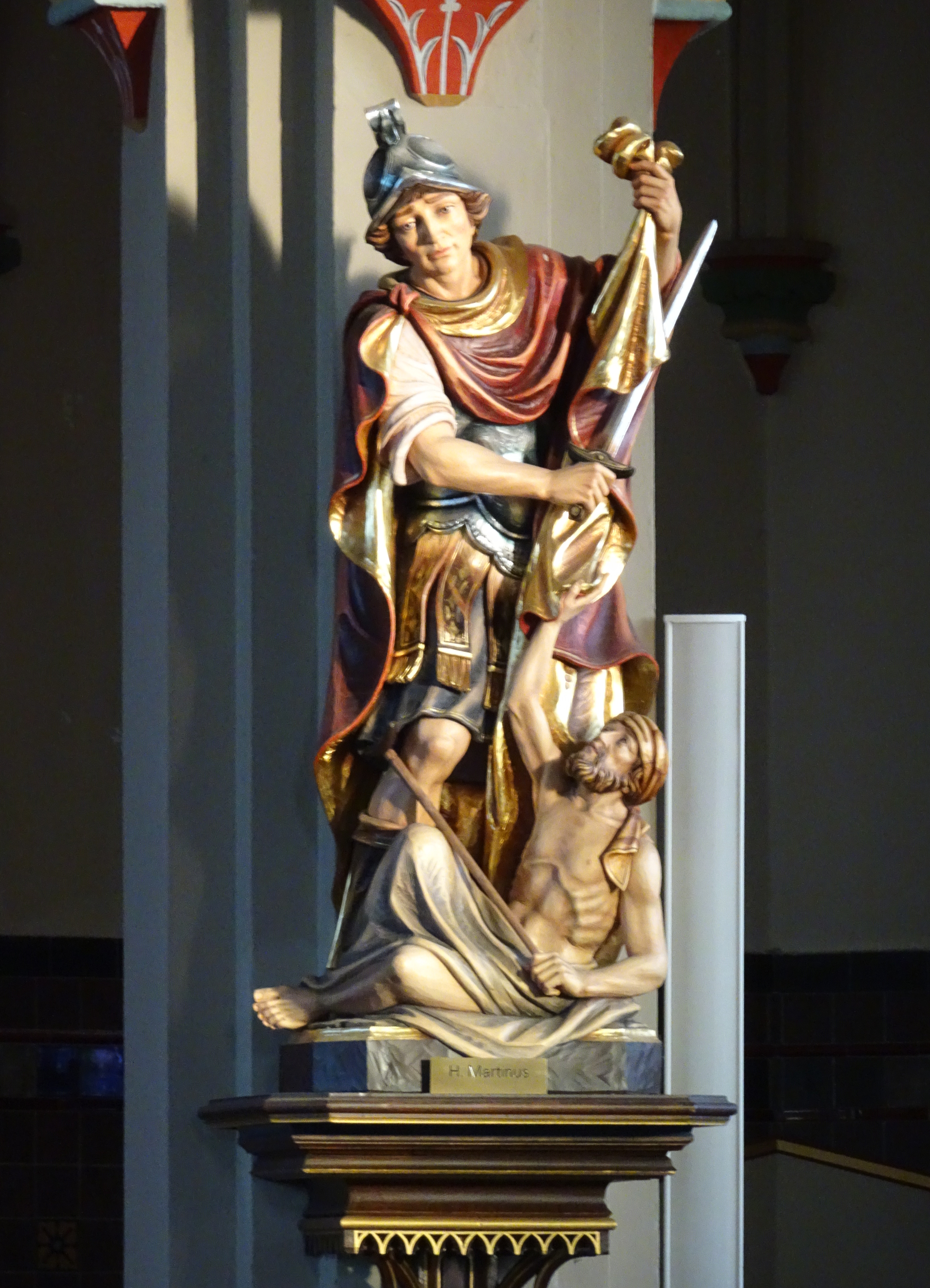
St. Martinus
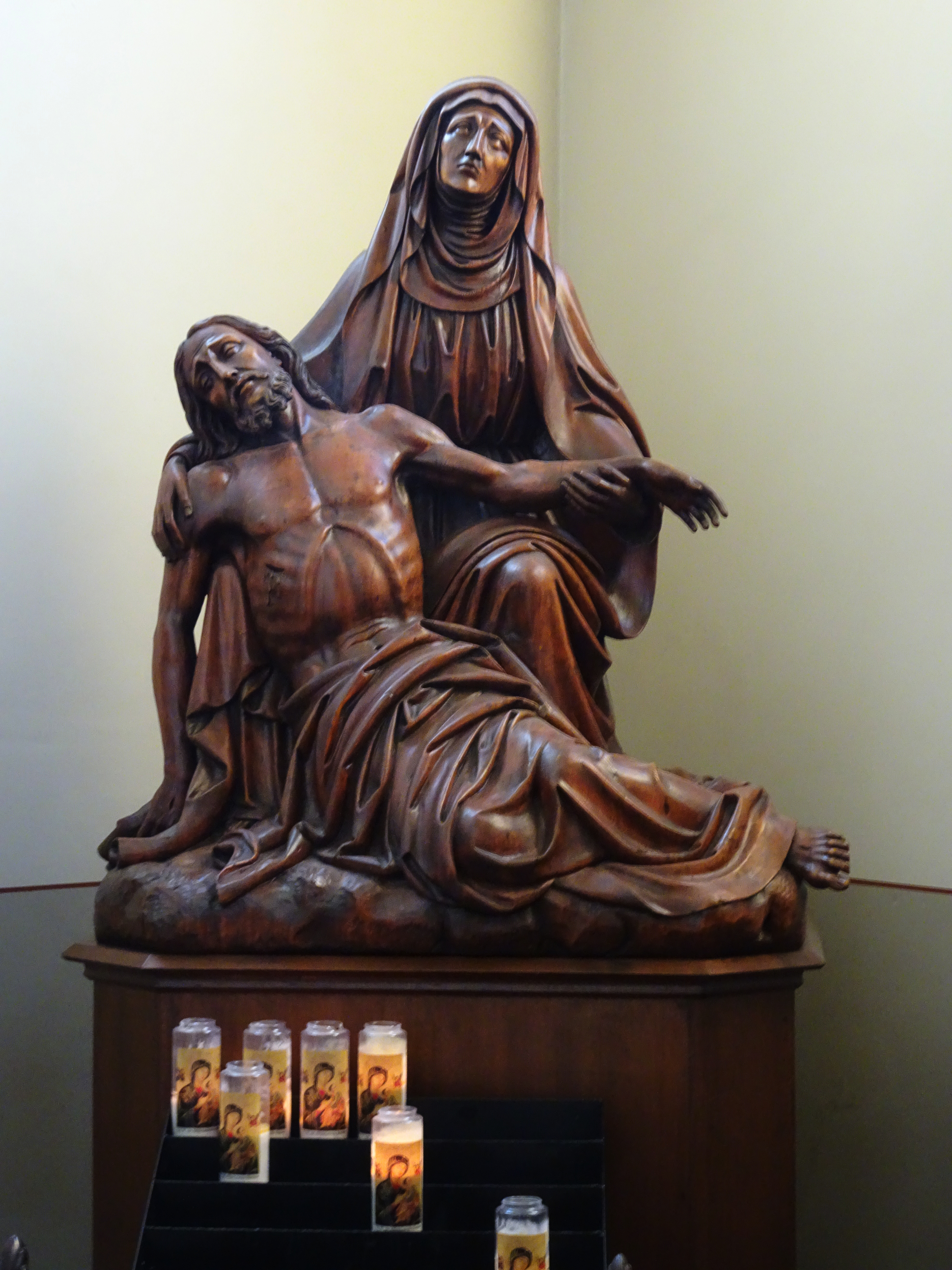
Piëta
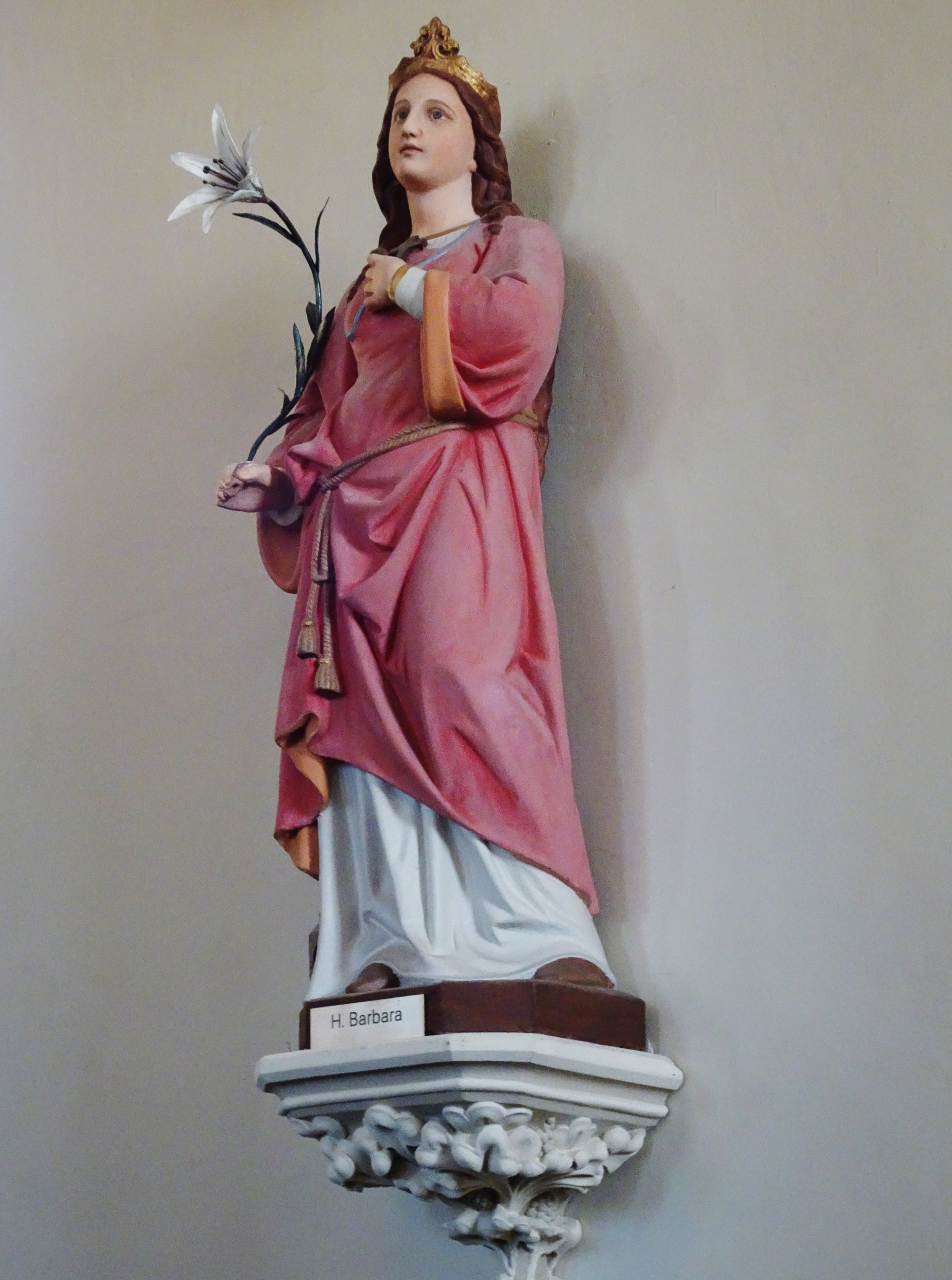
St. Barbara